# ココスプレート

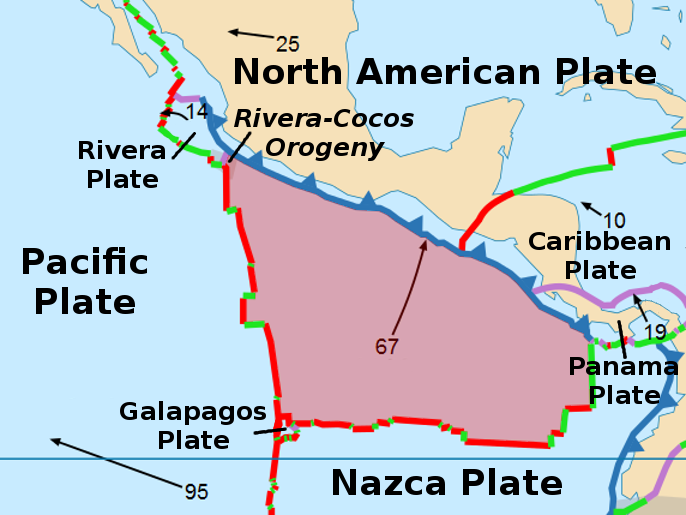
ココスプレート

濁った青色がココスプレート

ココスプレートは、太平洋東部の低緯度地域北半球部分（中米の沖）の海底の地殻及びマントル上方のリソスフェアを形成する海洋プレートである。

## 歴史
北アメリカプレートに沈み込んでいたファラロンプレートは、次第に海嶺ごと北アメリカプレートに沈み込み、見かけ上複数のプレートに分裂していった。3,000万年前にはゴルダプレートとココスプレートに分裂し、ココスプレートもココス海嶺（ガラパゴスホットスポット）の活動が始まったことで南側がナスカプレートとして分離した。現在はゴルダプレートの大部分は沈み込んでしまいファンデフカプレートと呼ばれている。また、ココスプレートの北部がリベラプレートとして分離した。
ココスプレートも多くが沈み込んでおり、数千万年後には完全に北アメリカプレートの下に沈み込むと考えられている。

## 周辺のプレートとの関係
中米のメキシコ南部からコスタリカにかけての太平洋岸では、ココスプレートが太平洋プレートに沈み込んでいて中央アメリカ海溝を形成している。
パナマ・コスタリカ国境地帯の沖からガラパゴス諸島まで、またガラパゴス諸島から西経105°付近まで真西に、それぞれ直線的に海嶺やトランスフォーム断層が走っている。これらをまとめてココス海嶺と呼んでおり、ココスプレートとナスカプレートがお互いに南北方向に少しずつ広がっている。
西経105度、北緯2度付近から北方向にも海嶺が走っている。これは東太平洋海嶺で、太平洋プレートとの境界である。
カリフォルニア湾の湾口付近にはリベラプレートという小さなプレートがあり、これはごく狭い部分でココスプレートと衝突している。また、西経105度、北緯2度付近にはガラパゴスプレートという非常に小さなプレートがあり、これもココスプレートと接している。